# Dast Bezānū
Dast Bezānū (persiska: دست بزانو) är en ort i Iran.   Den ligger i provinsen Lorestan, i den västra delen av landet, 400 km sydväst om huvudstaden Teheran. Dast Bezānū ligger 1 147 meter över havet och antalet invånare är 127.
Terrängen runt Dast Bezānū är varierad. Runt Dast Bezānū är det ganska tätbefolkat, med 72 invånare per kvadratkilometer. Närmaste större samhälle är Khorramābād, 7,8 km nordost om Dast Bezānū. Omgivningarna runt Dast Bezānū är i huvudsak ett öppet busklandskap.